# Goucun
Goucun (kinesiska: 缑村, 缑村镇) är en köping i Kina. Den ligger i provinsen Henan, i den centrala delen av landet, omkring 79 kilometer väster om provinshuvudstaden Zhengzhou.
Genomsnittlig årsnederbörd är 666 millimeter. Den regnigaste månaden är juli, med i genomsnitt 134 mm nederbörd, och den torraste är december, med 7 mm nederbörd.